# Успение Богородично (Агиос Йоанис)
„Успение Богородично“ (на гръцки: Ιερός Ναός Κοιμήσεως της Θεοτόκου) е православна църква в сярското предградие Агиос Йоанис, Егейска Македония, Гърция, енорийски храм на Сярската и Нигритска епархия на Вселенската патриаршия.

## История
Храмът е разположен в източната част на Агиос Йоанис. Изграден е в 1930 година и е осветен на 21 ноември 1980 година. Към храма работи неделно училище. Към енорията принадлежат и храмовете „Свети Йоан“ и „Свети Георги“.